# Brabus E V12
Brabus E V12 / S  − pierwszy pojazd tego typu powstał w 1996 roku. Brabus poprzez zbudowanie tego modelu stał się producentem najszybszych limuzyn świata. I w roku 1996 ten model stał się najszybszą limuzyną świata do roku 2003. Do klasycznego nadwozia klasy E użyto monstrualnego silnika z samochodów klasy S i SL. Powiększono pojemność do 7.3 L i moc do 530KM. Później zaprezentowano model 7.3 S. Produkowano równocześnie dwie wersje tego wyjątkowego pojazdu - sedan i model (T) kombi. Również model T był najszybszym wozem w swojej klasie. Rozwijał wówczas prędkość maksymalną 320 km/h, a więc niemalże tyle co supersamochód F40 (324 km/h). Jednym z pierwszych właścicieli tego auta był Michael Schumacher, który zamówił wersję kombi tego pojazdu (T). Razem wyprodukowano 12 sztuk tego modelu zarówno w wersji sedan, jak i kombi.

## Specyfikacja wszystkich modeli Brabusa E V12
| Model                        | Brabus E V12 (W210) Brabus E V12 * S (W210) | Brabus T V12 * S (S210) | Brabus E V12 (W211) Brabus E V12 * S (W211) | Brabus E V12 S (W212) |
| ---------------------------- | --- | --- | --- | --- |
| Produkcja                    | 1996-1999 | 1997-1998 | 2003-2005 2005-2006 | 2010-2012 |
| Cena                         | 400 000 DM 457 700 DM (wersja S) | 457 700 DM (wersja S) | 345 000 € 365 000 € (wersja S) | 598 620 € |
| Silnik                       | Mercedes-Benz M 120 E73 – 12-cylindrowy 60°, wolnossący, 48 zaworowy, 4 zawory na cylinder DOHC (Wtrysk paliwa)                                          | Mercedes-Benz M 120 E73 – 12-cylindrowy 60°, wolnossący, 48 zaworowy, 4 zawory na cylinder DOHC (Wtrysk paliwa)                                          | Mercedes-Benz M 275 E63 – 12-cylindrowy 60°, podwójnie turbodoładowany (BiTurbo), 36 zaworowy, 3 zawory na cylinder SOHC (Wtrysk paliwa)                           | Mercedes-Benz M 275 E63 – 12-cylindrowy 60°, podwójnie turbodoładowany (BiTurbo), 36 zaworowy, 3 zawory na cylinder SOHC (Wtrysk paliwa)                           |
| Pojemność skokowa cm³        | 7255 cm³ | 7255 cm³ | 6233 cm³ | 6233 cm³ |
| Pojemność skokowa cm³        | 91,0 × 93,00 mm | 91,0 × 93,00 mm | 82,0 × 87,00 mm | 82,0 × 87,00 mm |
| Moc maksymalna               | 390 kW (530 KM) @ 5700 rpm * 428 kW (582 KM) @ 6000 rpm                                                                                                  | * 428 kW (582 KM) @ 6000 rpm | 475 kW (640 KM) @ 5300 rpm * 537 kW (730 KM) @ 5100 rpm | 588 kW (800 KM) @ 5500 rpm |
| Maksymalny moment obrotowy   | (755 Nm) @ 3700 rpm *(772 Nm) @ 4000 rpm | (755 Nm) @ 3700 rpm *(772 Nm) @ 4000 rpm | (1026 Nm) @ 1750 rpm *(1320 Nm) @ 2100 rpm | (1420 Nm) @ 2100 rpm |
| Prędkość maksymalna          | 315 km/h 330 km/h | 320 km/h | 340 km/h 365 km/h | 378 km/h |
| Przyspieszenie (0–100 km/h)  | 4,9 s * 4,5 s | 4,7 s | 4,5 s * 4,2 s | 3,7 s |
| Układ hamulcowy              | Aluminiowe tarcze wentylowane z przodu, firmy Alcon Średnica tarcz – (Przód: Ø 345 mm / Tył: Ø 300 mm) 4 tłoczkowe zaciski z przodu i 2 tłoczkowe z tyłu | Aluminiowe tarcze wentylowane z przodu, firmy Alcon Średnica tarcz – (Przód: Ø 345 mm / Tył: Ø 300 mm) 4 tłoczkowe zaciski z przodu i 2 tłoczkowe z tyłu | Ceramiczne tarcze wentylowane z przodu i z tyłu, firmy Alcon Średnica tarcz – (Przód: Ø 375 mm / Tył: Ø 355 mm) 12 tłoczkowe zaciski z przodu i 6 tłoczkowe z tyłu | Ceramiczne tarcze wentylowane z przodu i z tyłu, firmy Alcon Średnica tarcz – (Przód: Ø 380 mm / Tył: Ø 360 mm) 12 tłoczkowe zaciski z przodu i 6 tłoczkowe z tyłu |
| Droga hamowania (100–0 km/h) | 39,4 m | 39,4 m | 36,5 m | 36,0 m |
| Nadwozie                     | Przestrzenna rama rurowa, napęd na tylną oś | Przestrzenna rama rurowa, napęd na tylną oś | Przestrzenna rama rurowa, napęd na tylną oś | Przestrzenna rama rurowa, napęd na tylną oś |
| Nadwozie                     | Stalowe z elementami Kevlaru 4-drzwiowy sedan 5 drzwiowe kombi (T)                                                                                       | Stalowe z elementami Kevlaru 4-drzwiowy sedan 5 drzwiowe kombi (T)                                                                                       | Stalowe z elementami kevlaru i aluminium 4-drzwiowy sedan | Stalowe z elementami kevlaru, aluminium i tytanu 4-drzwiowy sedan                                                                                                  |
| Masa własna                  | 1856 kg | 1900 kg | 2000 kg | 1980 kg |
| Skrzynia biegów              | 5-biegowa automatyczna Mercedes-Benz 5G Tronic 722.6 | 5-biegowa automatyczna Mercedes-Benz 5G Tronic 722.6 | 5-biegowa automatyczna Mercedes-Benz 5G Tronic 722.6 | 5-biegowa automatyczna Mercedes-Benz 5G Tronic 722.6 |
| Felgi / Opony                | 18 calowe Brabus IV Ronal Monoblock Multi-Piece z Aluminium 8,5 / 9,5 cala 245/40 ZR18                                                                   | 18 calowe Brabus IV Ronal Monoblock Multi-Piece z Aluminium 8,5 / 9,5 cala 245/40 ZR18                                                                   | 19 calowe Brabus VI Monoblock Multi-Piece z Aluminium Przód: 255/35 ZR19 Tył: 285/30 ZR19                                                                          | 19 calowe Brabus VIII Monoblock Multi-Piece z Aluminium Przód: 255/35 ZR19 Tył: 285/35 ZR19                                                                        |
| Rozstaw osi                  | 2833 mm | 2833 mm | 2854 mm | 2874 mm |
| Długość/Szerokość/Wysokość   | 4800 / 1800 / 1400 mm (4D sedan) 4850 / 1800 / 1400 mm (5D kombi)                                                                                        | 4800 / 1800 / 1400 mm (4D sedan) 4850 / 1800 / 1400 mm (5D kombi)                                                                                        | 4850 / 1822 / 1435 mm (4D sedan) | 4890 / 1890 / 1422 mm (4D sedan) |